# 金氏阿波魚
金氏阿波魚，為輻鰭魚綱鱸形目鱸亞目蓋刺魚科的其中一個種。

## 分布
本魚分布於西印度洋的莫三比克及南非海域。

## 深度
水深23至30公尺。

## 特徵
本魚體呈長卵形，吻鈍，體銀灰色，背部略呈黃色，其上有許多黑色的蟲紋，並延伸至背鰭。吻部藍色，鰓蓋後方有一鑲黑邊的黃斑，尾鰭黑色。硬棘15枚，軟條16至17枚；臀鰭硬棘3至4枚，軟條17至18枚。體長可達21公分。

## 生態
本魚棲息於向海礁區，並不常見。

## 經濟利用
可為觀賞魚。